# Seffent
Seffent ist eine kleine Ortschaft mit 200 Einwohnern im westlichen Aachener Stadtbezirk Laurensberg.
Der Name leitet sich vom lateinischen Septem Fontes, den „Sieben Quellen“ ab, heute als „Siebenquellen“ bekannt. Die Quellen entspringen einem eingefassten Quelltopf und sind die stärksten Quellen im Umkreis von 70 km. Sie speisen den Wildbach, der durch ganz Laurensberg fließt und schließlich in der Wurm mündet. Zwischen 1929 und 1977 wurde Wasser aus den „Sieben Quellen“ mittels zwei Kreiselpumpen zu einem Hochbehälter auf dem zum Schneeberg gehörenden Wachtelkopf gepumpt, womit Vaals und ein Großteil der dortigen Textilbetriebe versorgt werden konnte.
Unweit der Quellen steht die historische Burg Seffent, in der sich heute eine moderne Wohnanlage befindet.
Urkundlich erwähnt ist, dass der lothringische König Zwentibold im Jahre 896 die karolingischen Herrenhöfe Seffent und Schurzelt, Nebenhöfe der Aachener Pfalz, an seine Verwandte, die Äbtissin Gisela von Nivelles, die Tochter des Königs Lothar II. von Lothringen, übergab. Nach dem Tod Giselas fiel der Hof wieder in Reichsbesitz und zählte später zu den allodialen Schöpfengütern im Aachener Reich, d. h. zu den Eigengütern des Aachener Stadtadels.

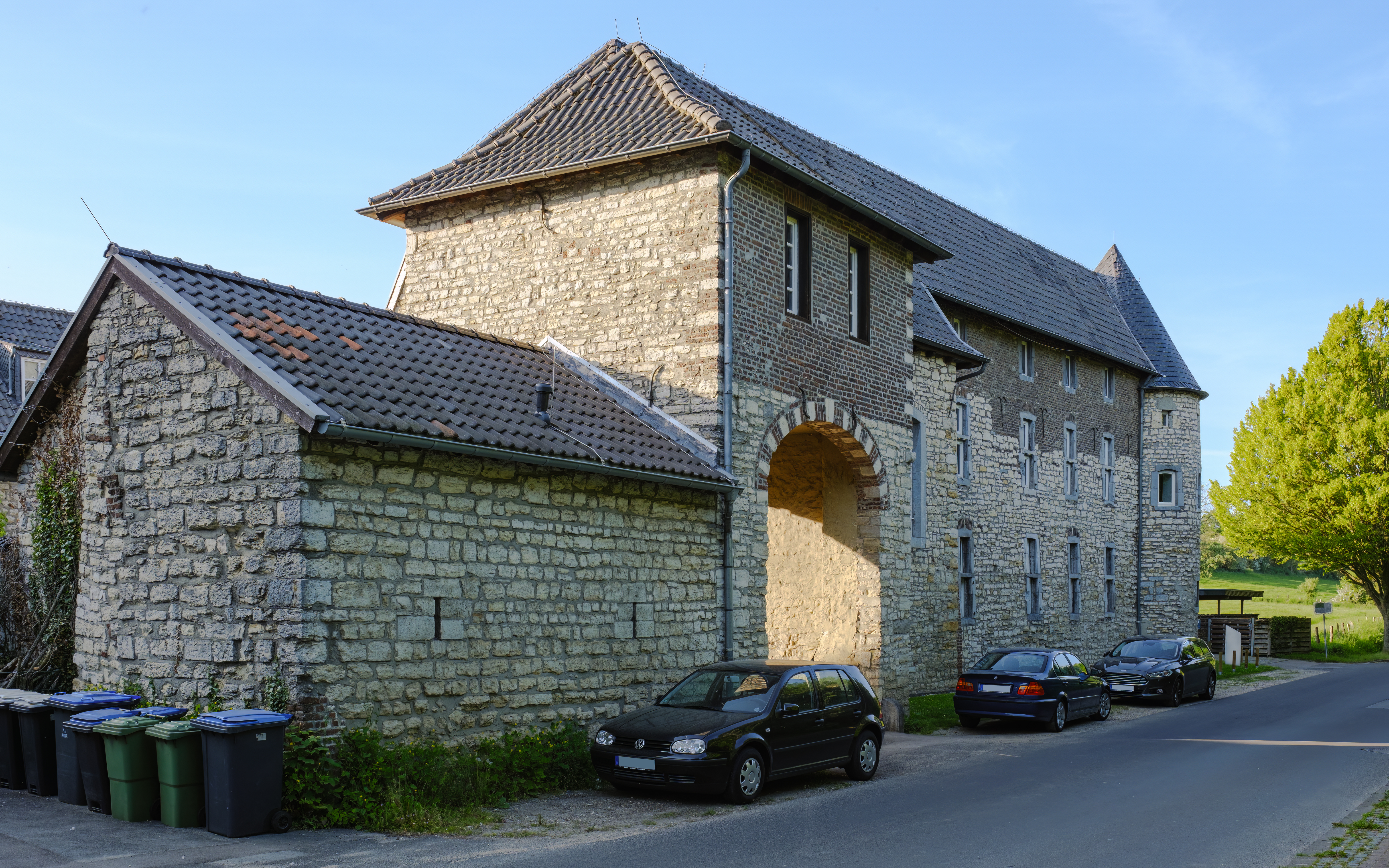
Burg Seffent
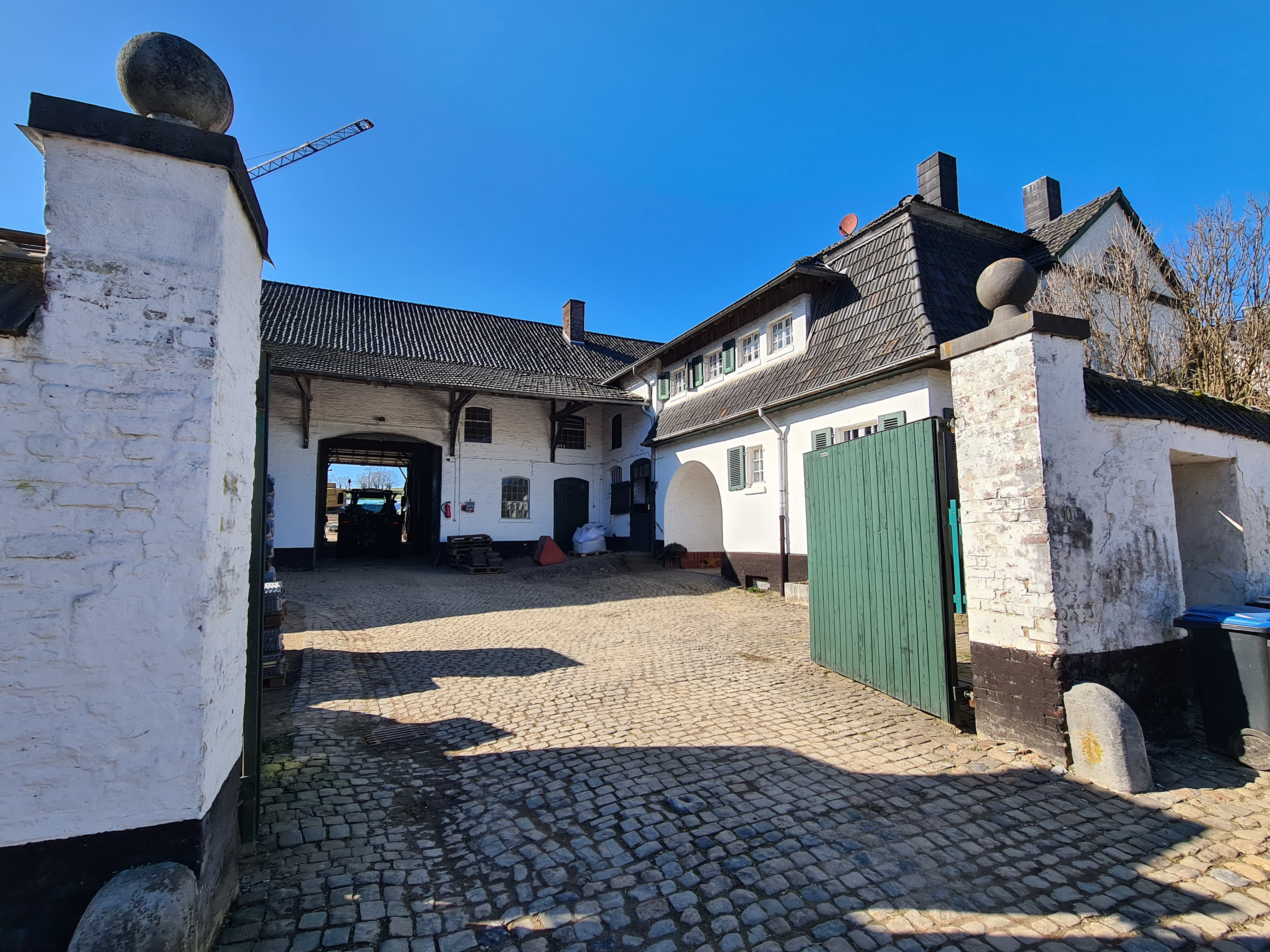
Gut Schüllshof, ehemalige Seffenter Schmiede
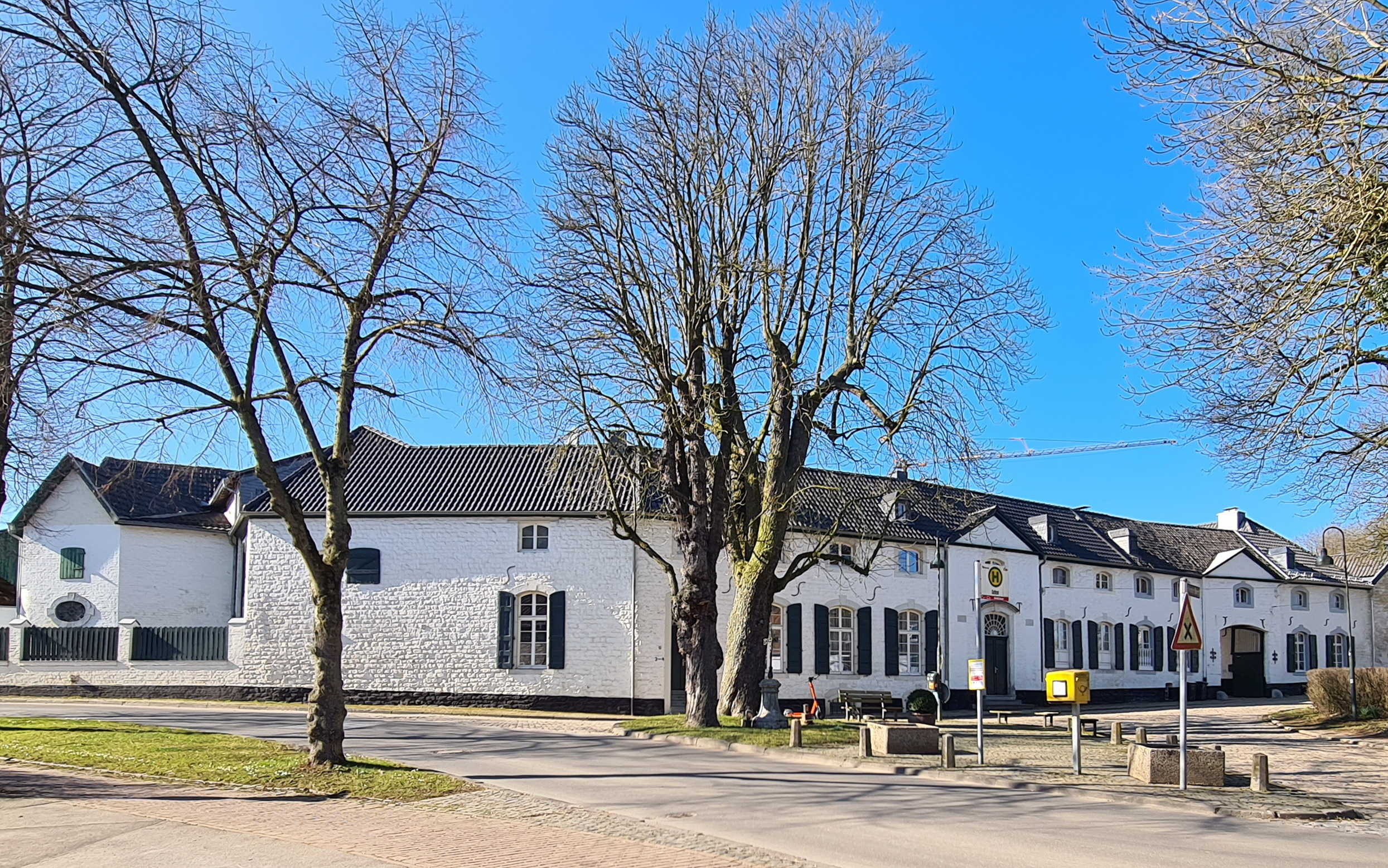
Althöfchen und Neuhöfchen
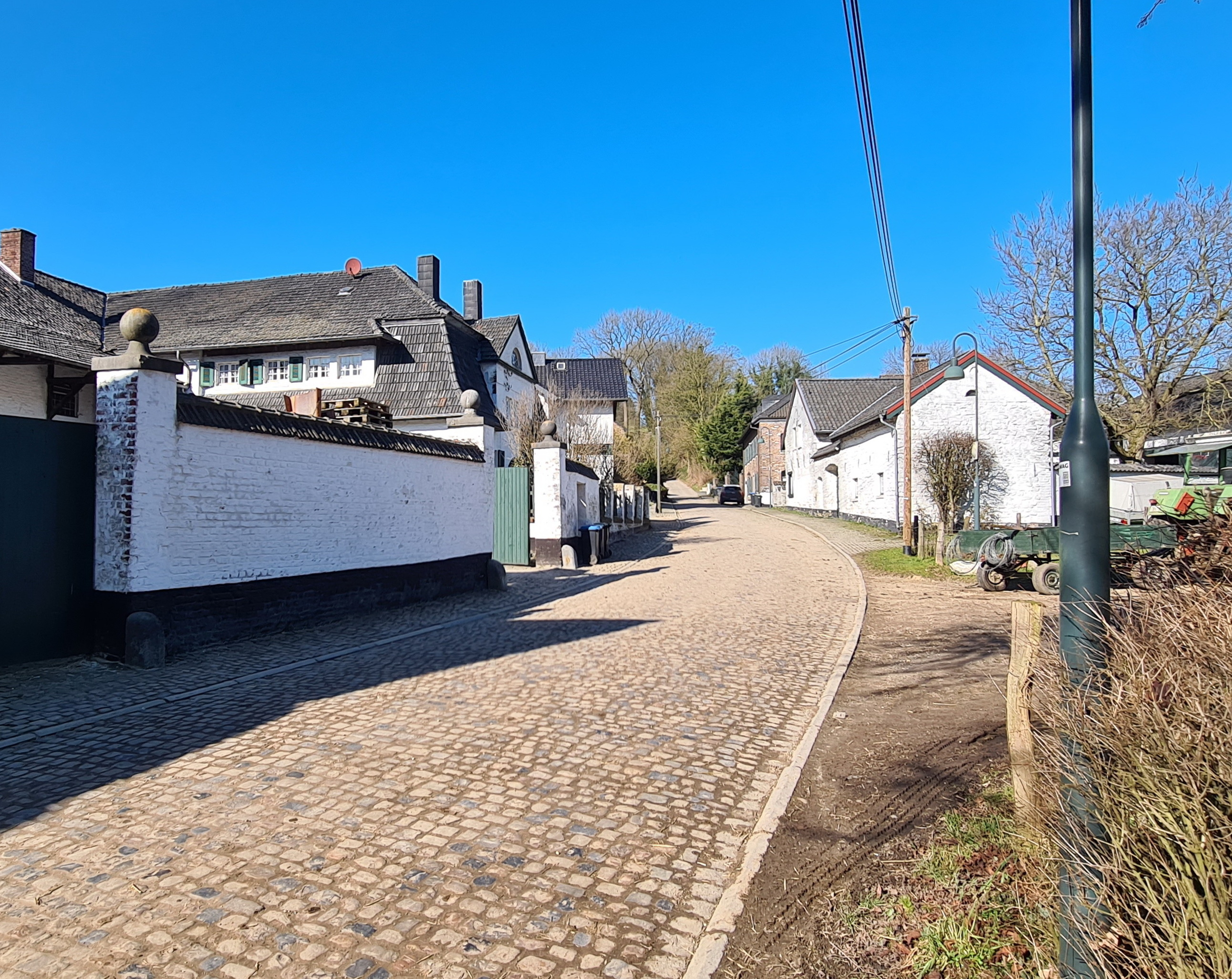
Seffenter Berg